# Rial ARC1
A Rial ARC1 egy Formula–1-es versenyautó, amellyel a Rial Racing csapat versenyzett az 1988-as Formula–1 világbajnokság során. A csapat egyetlen autóval nevezett, melyet Andrea de Cesaris vezethetett.

## Áttekintés
A csapatot a német iparmágnás Günther Schmid hozta létre, akinek korábban volt érdekeltsége az ATS Wheels csapatban. Ő kérte fel Gustav Brunnert, a Scuderia Ferrari korábbi tervezőjét, hogy alkossa meg az új autójukat, méghozzá a Ford-Cosworth DFZ motor köré. Az ARC1 kódnevű autó végül annyira hasonlóra sikeredett a Ferrari F1/87-hez, hogy széles körben csak "kék Ferrari" néven emlegették. Különlegessége volt a rendkívül lapos motorborítás, a különleges kivitelezésű felfüggesztés és az alacsonyabban fekvő oldaldobozok - ezeket a kisebb és könnyebb szívómotornak köszönhetően lehetett megépíteni.
A szezonban a tisztes helytállás lehetett csak a cél, és ez végső soron sikerült is. Habár a versenyek többségén de Cesaris kiesett (sokszor a megbízhatóság hiánya, esetleg a túl kicsire szabott üzemanyagtank miatt), Detroitban egy negyedik helyet szerzett, és ezzel a csapat három megszerzett ponttal a konstruktőri kilencedik helyen zárta az idényt.

## Eredmények
| Év   | Csapat      | Motor             | Gumik | Pilóták           | 1   | 2   | 3   | 4   | 5   | 6   | 7   | 8   | 9   | 10  | 11  | 12  | 13  | 14  | 15  | 16  | Pontok | Helyezés |
| ---- | ----------- | ----------------- | ----- | ----------------- | --- | --- | --- | --- | --- | --- | --- | --- | --- | --- | --- | --- | --- | --- | --- | --- | ------ | -------- |
| 1988 | Rial Racing | Ford-Cosworth DFZ | G     |                   | BRA | SMR | MON | MEX | CAN | DET | FRA | GBR | GER | HUN | BEL | ITA | POR | ESP | JPN | AUS | 3      | 9.       |
| 1988 | Rial Racing | Ford-Cosworth DFZ | G     | Andrea de Cesaris | KI  | KI  | KI  | KI  | 9†  | 4   | 10  | KI  | 13  | KI  | KI  | KI  | KI  | KI  | KI  | 8†  | 3      | 9.       |

† - nem fejezte be a versenyt, de rangsorolták